# Кропивище
Кропи́вище — село в Україні, у Матеївецькій сільській громаді Коломийського району Івано-Франківської області.

## Географія
Раніше входило, то в Коломийський, то в Косівський райони. Спірною є і етнічна група, до якої зараховують себе мешканці. Одні вважають себе покутянами, а інші — гуцулами.
Село з 3 боків оточує ліс. В основному буково-грабовий, проте є і сосна, ялиця. Через територію села протікає невелика річка Ясиновець. У народі іменується потоком. Сусідні села: Спас, Пилипи, Трач. До Спасу — 1 км, до Пилипів — 1 км.
Найближчі річки: Пістинька, що впадає біля Коломиї в Прут (протікає через Спас), Прут 11 км (через Пилипи, Тростянку).

## Історія
Про назву села Кропивище існує два перекази.
По першому переказу назва села походить від того, що на території даного села росло багато кропиви, а кругом був ліс. За переказом двох братів Чобанюка Василя та Чобанюка Дмитра Йосиповича (1896 р.н. та 1888 р.н.) відомо, що ця місцевість належала поміщикові Степану Криштафовичу, який жив у с. Корнич. За велику провину поміщик Криштафович вислав свого підлеглого туди в ліс, у кропиву. Підлеглий повинен був оселитися там, обробляти землю, і жити. Прізвище його встановити не вдалося.
Другий переказ (його розповів Бежук Микола Юрійович 1888 р.н., житель с. Кропивище) про те, що в глибоку давнину із Східної України, очевидно після якогось бою, забігло сюди, де зараз наше село декілька людей. Вони оселились в районі с. Кропивище, «Королівщині» (Литишин). Там була найбільша поляна кропиви біля потоку. Прожили вони там недовго. Літом потічок висох і люди пішли шукати місця, де б не висихала вода. Одні пішли в сторону р. Прут і поселилися в теперішньому Корничі. Інші дійшли до р. Березівки і поселилися там. Навіть дотепер цей потік жодного разу не висихав. Коли ж вони добре осіли, то почали ту кропиву вирубувати, землю обробляти і жити. На перший раз, як розповідав Бежук, у селі проживало 18 сімей. Дві сім'ї виїхали на Буковину і залишилося 16. Це такі: Футумайчук, Долішняк, Чобанюк, Куриляк, Маруняк, Ференц, Окунчак, Денисюк, Кречко, Гоянюк, Слижук, Назарук.
Село Кропивище знаходиться на правобережжі річки Прут, на мальовничому Запрутті. Складається воно з таких назв частин села: Королівщина (Литишин), Клипки, Панська вулиця, Перерівщина, Волово (Лан), Левада, Березина, Горішній Кут, Чертажик, Ватри Шешори. Ліс поблизу села називається Корнеччина. Назва його походить від того, що ліс цей колись давно належав поміщику з Корнича Степану Криштафовичу.
Село оточене лісом, а саме потопає у зелені мальовничих садів. Межує село з такими селами як: Трач і Гуцулівка Косівського району та Спас, Грушів і Пилипи Коломийського району.
Через село Кропивище проходила повітова дорога, яка була прокладена в 1906 році. Називається вона так тому, що проходить через весь повіт, від Коломиї через такі села: Королівка, Корнич, Перерів, Тростянка, Пилипи, Кропивище, Спас (Горішній і Долішній), Нижній Вербіж і знову до Коломиї.
Місцевість села горбиста, село порізане чотирма потоками:
- Березівка
- Бере початок з Козірок
- Бере початок з Городищ
- Бере початок з Лукінки

Три останні потічки впадають у Березівку, яка впадає в р. Прут. Поблизу частини села Ватри розташоване природне джерело. Витікає з високої гори, покритої лісом і ніколи не висихає.
В 1855 році в селі було 21 господарство. Люди займалися в основному сільськогосподарською працею. Найзаможніший господар був Куриляк Онуфрій Іванович. Він мав 13 моргів поля, а найбіднішими були сім'ї Окунчака та Маруняка, вони мали ¼ морга. У той час панування панщини люди повинні були відробити 52 тягнедні на пана. Йшли на роботу з волами, бо коней у селі не було. А у кого не було волів, то повинен був відробити 52 піших дні на рік. Плата за це становила 9 флорентів та 38 крейцерів. Для порівняння за викуп з кріпацтва однієї людини, платили 1280 флорентів.
Вся площа села на той час становила 153 морги 434 сажні.
В 1857 році в селі проживав 171 мешканець. Ораної землі тоді було у поміщика 8 моргів, а в селян — 95 моргів. Лугів і городів у поміщика — 67 моргів, а в селян — 79 моргів, пасовиськ пан не мав, а селяни мали 19 моргів. Лісів у пана було 916 моргів, у селян не було жодного. Всього землі у селі було 1880 моргів. Власником цього села був поміщик з с. Корнич — Степан Криштафович.
У 1890 році у селі була збудована корчма. Власником її був той же Степан Криштафович. В 1892 році в селі громадськими зусиллями та поміччю Божою була збудована церква на честь святого Димитрія Солунського, а в 1961 році була закрита, переобладнана тодішньою комуністичною владою під музей.
Село зростало. На 1900 рік нараховувалося 60 дворів і населення 263 чоловіки, з них: 259 українці та 4 поляки.
В 1900 році була відкрита філіальна початкова школа, у ній вчилося 16 учнів-переростків. Розміщувалася вона у хаті Футумайчука Дмитра Григоровича, де першою вчителькою була п. Кульчицька. До цієї школи приходили діти з с. Гуцулівки, бо там школи не було. Грамотним був лісничий Кинашевський Владислав, який зачитував і давав відповіді на всі судові папері, але за гроші, платно.
Першим головою в селі був неписьменний Григорчук Іван Андрійович, який печатку тримав за пазухою. Все засвідчував печаткою, не читаючи. Першими малописьменними були: Денисюк Ілля та Бежук Дмитро, які приватно дещо навчилися писати і читати у Пилипах, у Черния Василя.
В 1905 році 277 га. землі належало дочці Степана Криштафовича — Євгенії Татарчук, крім того, на Юзефівні — 234 га належало поміщикові Олександру Залевському.
В 1907 році в селі було 60 будинків, населення становило 263 чоловіка, з них 5 поляків. У цей час появилися два великих власники землі: Антон Щербицький і Євгенія Татарчук. Площа села становила 686 га. Ріллі — 86 га, луки — 66 га, городи — 35 га, пасовиська — 21 га, лісів — 503 га.
До 1918 року в селі панувала Австро-Угорська імперія. Під час світової війни 1914—1918 рр., з с. Кропивище загинуло на війні 20 чоловіків. З 1920 по 1930 роки Західна Україна належала до Польщі і село теж. Жителі села мали по маленькому клаптику землі. З цієї землі прокормити сім'ю і вижити люди не могли, тому йшли у найми, до поміщика Яна Щербицького. Життя було нелегким, а освіта була тільки початковою. Ніхто ніде не міг вчитися, тому що навчання було платним, тай так званих «хлопів» ніхто нікуди не допускав. Гімназію ніхто не міг закінчити, хоч і би який талант до науки мав. Починали навчання у гімназії: Куриляк Палій Дмитрович, Куриляк Дмитро Михайлович, Бежук Петро Юрійович, Калиняк Федір Михайлович, але закінчити її не було можливості. Перша крамниця у селі була відкрита у 1932 році в хаті Долішняка Йосипа Дмитровича. Першим крамарем був Калиняк Микола Григорович, який торгував товарами першої необхідності, сіллю, милом, сірниками, нафтою, сигаретами та цукром.
В 1935 році в селі вже було 92 двори, населення становило 423 особи. Площа села мала 683 га., з них 136 га — ораних земель. Власником цієї землі була Євгенія Татарчук, яка проживала в с. Корнич, а поле мала в с. Кропивище. Ієсавер Заригевич отримав у спадщину маєток — територію с. Кропивище від свого свекра Антона Щербінського в 1932 році. В 1939 році люди своїм коштом побудували в селі клуб. Поміщик Заригевич культурою селян не цікавився, тому люди свій гнів виражали у піснях і прислів'ях «Бідний піт ллє, а багатий його кров п'є», а також:
```
   Бодай пани панували,
   Бодай пани жили,
   Бодай пани на дорозі,
   Камінічко били.
   Бодай пани панували,
   Бодай пани жили,
   Бодай пани свою кровцю,
   Замість води пили.
```

В 1939 Ієсавер Заригевич продає селянам всю свою землю по 200 доларів за морг, а сам від'їжджає до Коломиї. З приходом радянської влади в 1939 році всю землю у пані Татарчук відібрали і роздали жителям села. Так люди мирно працювали, допоки німецькі окупанти не прийшли на наші землі. Багатьом довелося стати остарбайтерами у далекій Німеччині. А саме: Бежук Д. П., Долішня Ю. М., Назарук Д. І., Футумайчук Д. В., сестри Футумайчук Калина і Катерина, Кречко М. С. Спалили німці дві хати у Бирчака Михайла та Кричка Дмитра. Дуже не любили німці євреїв. У селі жила одна єврейська сім'я і в ніч на 7 січня 1942 року повбивали в нічому невинних людей: Єврея Шуміна, його дружину Альтман, дітей Рейзі, Сруля, Іцика та Ханьку; а дві дівчинки Фрейда і Ента втекли нагі через вікно, і в наш час[коли?] проживають у Чернівцях.
Увесь урожай з поля люди здавали німцям, годували для них свиней на контингент, тому що собі свиней не можна було заколювати, бо забирали життя на місці. 22 травня 1944 року з с. Кропивище було вигнано нацистів. На Німецько-радянську війну із села пішли всі чоловіки. Не повернулося 19 чоловік, а 5 (перелічено 6) повернулося інвалідами: Куриляк О. І., Стебель В., Чобанюк І., Олексюк М. Футумайчук Марко, Окунчак М. І.
1947 рік — неврожайний і сухий. В 1950 році жителі села об'єдналися в колективне господарство — колгосп, організатором колгоспу був Сальський та Волошенюк В. М. Назвали колгосп «Червона Зірка». Першим його головою був Футумайчук Іван Миколайович, заступником — Семчишин Степан Іванович, який пізніше став бригадиром будівельної бригади. 1953 року наш колгосп об'єднався із сусіднім «Ленінським шляхом» і назвали його тоді імені Ворошилова, а в 1958 році — перейменували на «Здобуток Жовтня». До цього колгоспу належали такі села: Кропивище, Пилипи, Тростянка. Головою колгоспу став Волошенюк В. М. Бригадиром нашої бригади № 3 Футумайчук Микола Васильович. Жителі нашого села в примусовому порядку здали до колгоспу будівлі, зерно і 36 коней. Колгосп для початку купив 7 телят і 3 поросят. Тоді це стало називатися тваринницька ферма.
В 1955 році в селі був збудований магазин, пізніше медпункт, а в 1987 році збудовано типову початкову школу-садок.
27 травня 1989 року відкрито давно збудовану церкву святого Димитрія Солунського. 1990—1991 роки — заасфальтовану центральну вулицю села. Село Кропивище електрифіковане і радіофіковане.